# Кшиштоф Вєсьоловський
Кшиштоф Вєсьоловський (пол. Wiesiołowski, біл. Весялоўскі) гербу Огоньчик (пом. 19 квітня 1637) — державний діяч Великого князівства Литовського та Речі Посполитої, великий литовський підстолій (1600—1604), стольник (1604—1620) і крайчий (1620—1622), маршалок надвірний (1623—1635) і великий (1635—1637) литовський, маршалок Сейму Речі Посполитої (1609 і 1618); тивун віленський (1610—1637), городничий (1623) і економ гродненський, лісничий пшеломський, перстунський, новодворський; державця кліщелійський, староста пшерослянський, суразький, мельницький, тикоцинський, васильківський, бержницький.

## Життєпис
Народився Кшиштоф у першій половині 1570-х років. Був сином Пйотра Вєсьоловського та Зофії з Любомирських, мав братів Міколая і Мацея (Марціна) та сестер Анну, Ельжбету й Катажину.
1592 року розпочав навчання в Падуанському університеті. 1598 року він брав участь у виправі Сигізмунда III до Швеції за королівською короною, на заворотному шляху, за легендою, потрапив у шторм і ледве не загинув.
1 грудня 1600 року був номінований на посаду підстолія великого литовського. 26 липня 1604 року отримав посаду стольника великого литовського. Цього ж року отримав староство пшерослянське.
7 жовтня 1606 року під час рокошу Зебжидовського підписав угоду під Яновцем. За власний кошт виставив військову хоругву й 1607 року брав участь у битвах із рокошанами на боці короля. Також брав участь безпосередньо та виставляв військові загони під час московських, інфлянтських, турецьких військових кампаній.
Був послом на сейми 1609, 1613, 1618 і 1620 років. Двічі обирався маршалком сейму — у 1609 та 1618 роках.
1610 року отримав пшеломське лісництво та став тивуном віленським (1610—1637), 1613 року отримав староство тикоцинське, а 1619 року отримав невідництво гродненське, лісництво перстунське та староство бержницьке.
У другій половині 1620 року Кшиштоф Вєсьоловський був призначений крайчим великим литовським. Наприкінці 1620 року варшавський сейм призначив його членом спеціальної комісії, яка мала провести розмежування Підляського та Берестейського воєводств. Після смерті батька 1621 року успадкував уряди старости васильківського та лісничого новодворського, водночас став адміністратором Гродненської економії та державцею клещілійським.
Від початку 1623 року став маршалком надвірним литовським. Був городничим гродненським (1623—1637), отримав староства суразьке (1626) та мельницьке (1627).
У період між 14 листопада 1630 та 8 лютого 1631 року в Тикоцинському замку Вєсьоловського перебували король Сигізмунд III з родиною та найближчим оточення під час епідемії.
Під час елекції 1632 року став суддею генерального каптурового суду. Був членом генеральної конфедерації, створеної 16 липня цього року. Був електором Владислава IV від Троцького воєводства, підписав його pacta conventa. Звідтоді новообраний король також став частим гостем Тикоцинського замку Вєсьоловського, адже завжди проїжджав повз замок, прямуючи до Литви.
1634 року разом із братом Міколаєм спорудили надгробок своєму дідові, Пйотру Вєсьоловському, у Віленському костелі святих Франциска та Бернарда.
20 квітня 1635 року Кшиштоф Вєсьоловський отримав посаду маршалка великого литовського, перебував на ній до кінця життя. Кілька років перед смертю разом із дружиною Александрою Маріанною проживали у Каменній, ведучи відлюдницький спосіб життя та проводячи час у спокуті. Помер Вєсьоловський 19 квітня 1637 року в Каменній, був похований 25 травня в заснованому подружжям костелі Благовіщення у Гродно.

## Маєтності та фундації
Кшиштоф Вєсьоловський після смерті батька 1621 року одідичив частину білостоцьких маєтків, а 1629 року свою частину йому відступив брат Міколай. Також володів багатьма іншими маєтностями здебільшого в Підляському воєводстві.

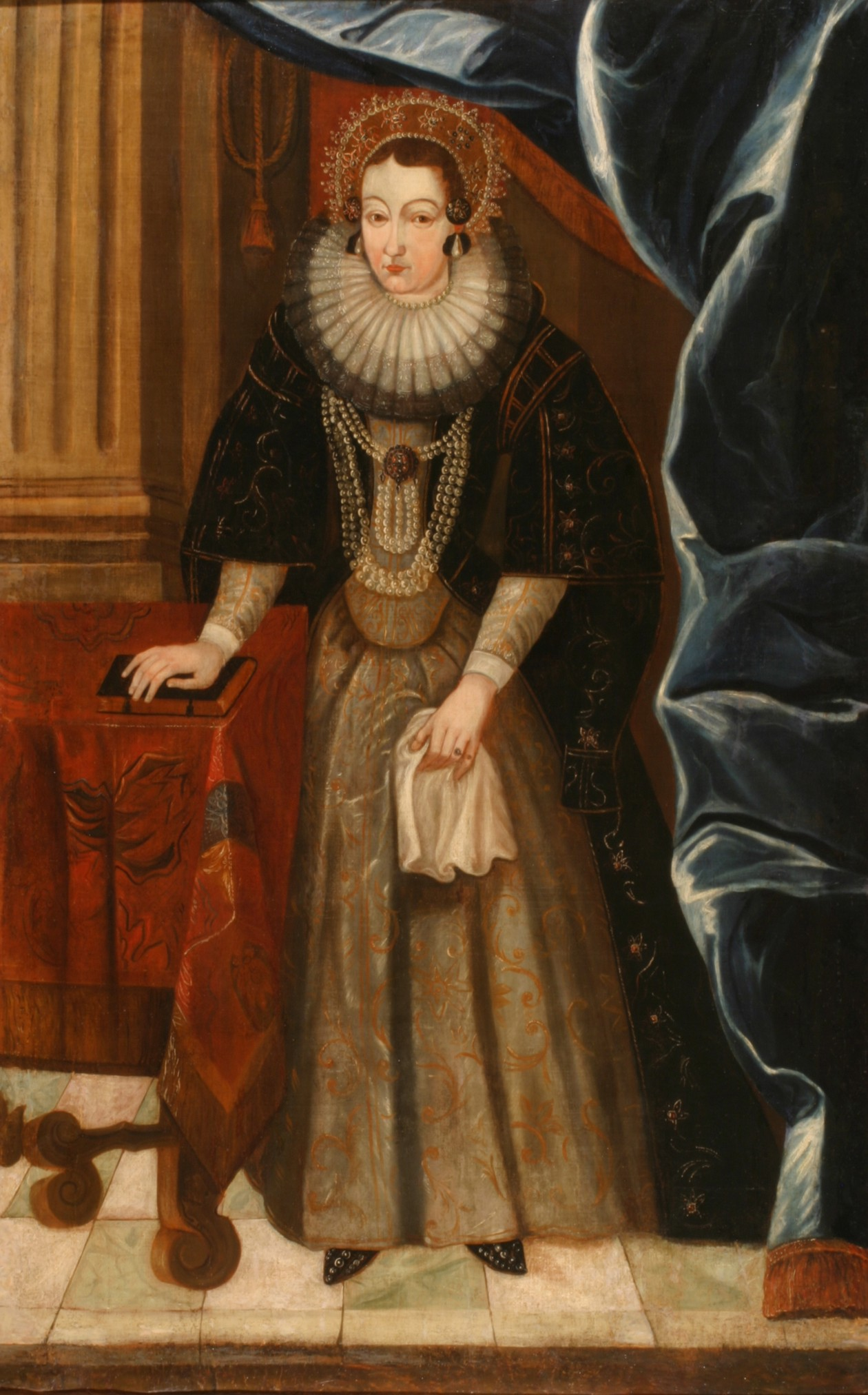
Портрет Ґризельди Сапіги, прийомної доньки Вєсьоловських, (1630-45)

Кшиштоф Вєсьоловський був фундатором і благодійником численних костелів і кляшторів. Увесь свій маєток вони з дружиною заповіли на суспільні потреби. Після смерті своєї 19 літньої прийомної доньки Ґризельди, він пожертвував свої вотчинні білостоцькі маєтки для підвищення обороноздатності Тикоцинського замку. Пожружжя заснувало Костел Благовіщення і монастир бригідок у Гродно. 1634 року Веселовські передали бригідкам земельні ділянки в місті й у селах Гродненського та Новогрудського повітів. Уже цього року з Любліна до Гродна перебралися вісім перших сестер-бригідок, що оселилися в дерев'яних келіях. 1636 року постав дерев'яний костел в стилі раннього бароко. Першою ігуменею нового монастиря стала 1640 року Анна Собєська, рідна сестра Александри Вєсьоловської. 1642 року за проектом архітектора Бенедетто Моллі був збудований кам'яний костел і паркан. Храм освятили 1651 року на честь Благовіщення.

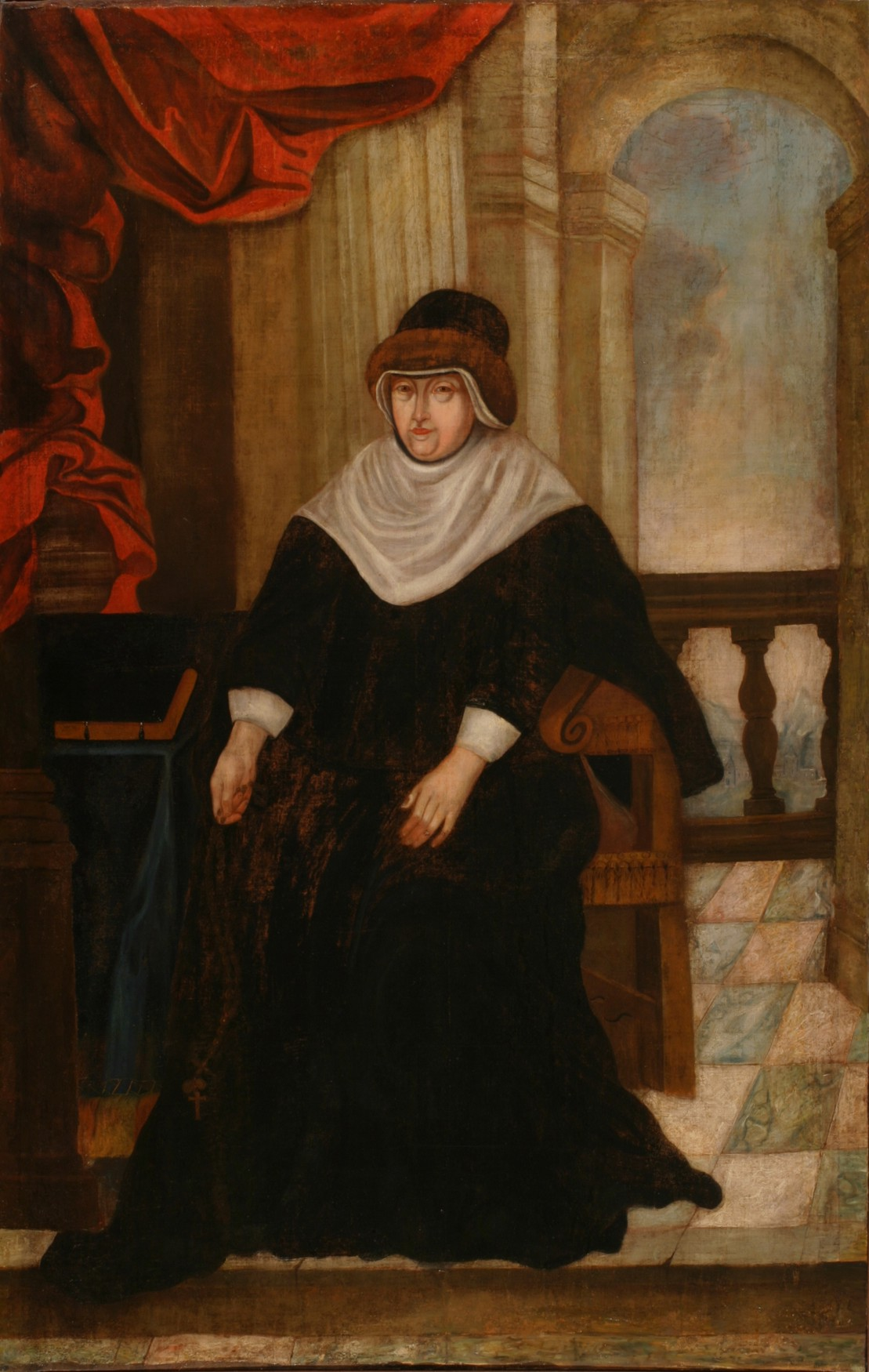
Портрет Александри Маріанни Вєсьоловської (XVII ст.)

Вєсьоловський також завершив будівництво заснованих його батьком Пйотром костелів у Білостоці та Ходорувці-Старій, фундував нові костели у Квасовці, Книхувеку, Лунному, Завадах і Долістовому. Він виділив кошти на будівництво костелу в Тикоцині, зокрема фінансував створення вівтаря святого Себастьяна в подяку Богу за збереження королівської родини під час епідемії.
Маршалок фундував принаймні 5 шпиталів-притулків для колишніх військовиків, зокрема в Тикоцині 1633 року.

## Сім'я
Близько 1600 року одружився з Александрою Маріанною (пом. 1645), донькою воєводи люблінського Марека Собєського. Власних дітей не мали, проте всиновили племінницю дружини Ґризельду Водинську (1614—1633). 1631 року остання вийшла заміж за маршалка великого литовського Яна Станіслава Сапігу, проте 21 січня 1633 року померла.

## Документ
- Надання на утримання притулку в Тикоцині: "Кшиштоф Вєсьоловський, великий маршалок Великого князівства Литовського, заповів свої спадкові села Долістово і Радзе в Підляському воєводстві [...] на вічне утримання дванадцяти видатних вояків [...]"